# Mártonfi Benke Márta
Mártonfi Benke Márta (Kunszentmárton, 1958. május 11.–) magyar újságíró, művészeti író, festő.

## Életpályája
Az egri tanárképző főiskolán, később a debreceni Kossuth Lajos Tudományegyetem bölcsészkarán szerzett diplomát.
Tanári pályája Karcagon kezdődött, az 1980-as évek elején a tiszakécskei középiskola szaktanáraként dolgozott. Eközben már rendszeresen publikált a helyi- és a megyei napilapokban. 1988-tól a Petőfi Népe, a Bács-Kiskun megyei napilap munkatársa, és ebben az évben jelent meg bátor hangvételű, nagy port felkavaró Érdemtelen érdemjegyek című cikke, melyért Berzsenyi-díjjal jutalmazzák, majd a Magyar Újságírók Közösségétől megkapta a Petőfi Sándor Sajtószabadság díjat. 1989-től szerkesztőként dolgozott a Kecskeméti Lapoknál, maga is indított lapot, folyóiratot, többek közt Szívhang, Kécskei Híradó, Új Hölgyválasz címmel. Könyvkiadással is foglalkozik. Bozsó János festőművészről jelentetett meg albumot, melynek szerzője is, s ugyanekkor lát napvilágot a Mi titkaink című novelláskötete.
Festői pályája az 1990-es évek elején indult. Több éven át együtt dolgozott Bozsó János Munkácsy Mihály-díjas festőművésszel. 1997-ben lépett először nyilvánosság elé festményeivel, s ezt több önálló kiállítás követte Kecskeméten, s a környező településeken, majd Budapesten. Már íróként felveszi a Mártonfi nevet, mely Kunszentmártonhoz való kötődését szimbolizálja. Festményeit is Mártonfi néven szignálja.
Szülővárosához a kilencvenes évek végén tér vissza, ekkor fedezi fel a Körös-menti város festői szépségét. Kezdeményezi egy helyi művésztelep létrehozását, mely 2000 nyarán meg is valósul, s ugyanekkor alakul meg az Alkotók Szabad Társasága, melynek művészeti vezetője lesz. Mártonfi Benke Márta ettől kezdve főként Kunszentmártonban fest, tudatosan építi fel festői világát a tiszazugi táj motívumaira. 2004-ben jelenik meg Egy festő barangolásai című könyve, melyben festőművészekről szóló derűs anekdotákat, valamint az alkotásról szóló elmélkedéseit örökíti meg.
2008 óta negyven festménnyel és szöveges ismertetővel szerepel a londoni központú, komoly presztízsű Bridgeman Art Library adatbázisában.

## Jelentősebb egyéni kiállításai
- Kecskeméti Kamaraszínház 1997
- Konecsni Múzeum, Kiskunmajsa 1999
- Bálint Zsidó Közösségi Ház, Budapest 2005
- Ferenczy Galéria, Pécs 2006
- Saint Galéria, Budapest, 2007
- D-Galéria, Szeged 2007, 2009

## Csoportos kiállítások
- Tavaszi tárlat – Kecskeméti Képtár 1998, 2000
- Téli tárlat – Budapest, Abigail Galéria 2004, 2005
- Töreki Művésztelep közös tárlata – Siófok, Kálmán Imre Múzeum 2005
- Tájképfestészeti Biennálé – Hatvan, 2006, 2008, 2010
- Hejcei Nemzetközi Alkotótábor közös tárlata 2006, 2008
- A Kiskunsági Alkotótábor közös tárlatai, 2007-2010
- A lakiteleki alkotótábor közös tárlatai, 2007-2010
- A kunszentmártoni Alkotók Szabad Társasága közös kiállításai 2001-2010
- Vásárhelyi Őszi Tárlat 2011

## Művei gyűjteményekben
- Egon Schiele Art Centrum, Cesky Krumlov
- Kogart gyűjtemény, Telki
- Helytörténeti Múzeum, Kunszentmárton